# Gunungiella prathama
Gunungiella prathama är en nattsländeart som beskrevs av Schmid 1968. Gunungiella prathama ingår i släktet Gunungiella och familjen stengömmenattsländor. Inga underarter finns listade i Catalogue of Life.